# Maluenda
Maluenda es un municipio y localidad española de la provincia de Zaragoza, en la comunidad autónoma de Aragón, en la comarca de Comunidad de Calatayud. Cuenta con una población de 915 habitantes (INE 2024).

## Geografía
Integrado en la comarca de Comunidad de Calatayud, se sitúa a 87 kilómetros de Zaragoza. El término municipal está atravesado por la carretera nacional N-234, entre los pK 250 y 252, además de por una carretera local que conecta con Olvés. 
El relieve del municipio está definido por el estrecho valle del río Jiloca y por un terreno que asciende progresivamente desde el río desde ambas riberas que se integra en el Sistema Ibérico. La altitud oscila entre los 910 metros en el extremo suroccidental y los 560 metros a orillas del río Jiloca. El pueblo se alza a 605 metros sobre el nivel del mar. 

### Límites
| Noroeste: Paracuellos de Jiloca | Norte: Paracuellos de Jiloca   | Noreste: Villalba de Perejil |
| Oeste: Munébrega                |                                | Este: Belmonte de Gracián    |
| Suroeste: Olvés                 | Sur: Morata de Jiloca y Alarba | Sureste: Velilla de Jiloca   |

### Clima
Su temperatura media anual es de 13,1 °C y su precipitación anual de 420 mm.

## Historia
Aunque los orígenes de Maluenda no están completamente esclarecidos, se sabe que existió un asentamiento en la Edad de Bronce, situado en el cerro detrás del Castillo, en donde aún se perciben restos de muros y otras edificaciones.
En él se han encontrado diversos materiales como molinos barquiformes, cerámicas de tipología diversa y utillaje lítico en sílex, hoy expuestos en el Museo arqueológico de Calatayud.
En cuanto a época indígena, el hallazgo más notable es un tesoro de denarios ibéricos, junto a un número importante de denarios romanos republicanos que se fechan entre los años 90 y 79 a. C., por lo que su ocultación se relaciona con la guerra de Sertorio, tan determinante en este territorio.
Asimismo, hasta hace pocos años se conservaba un puente romano que permitía cruzar el río Jiloca.

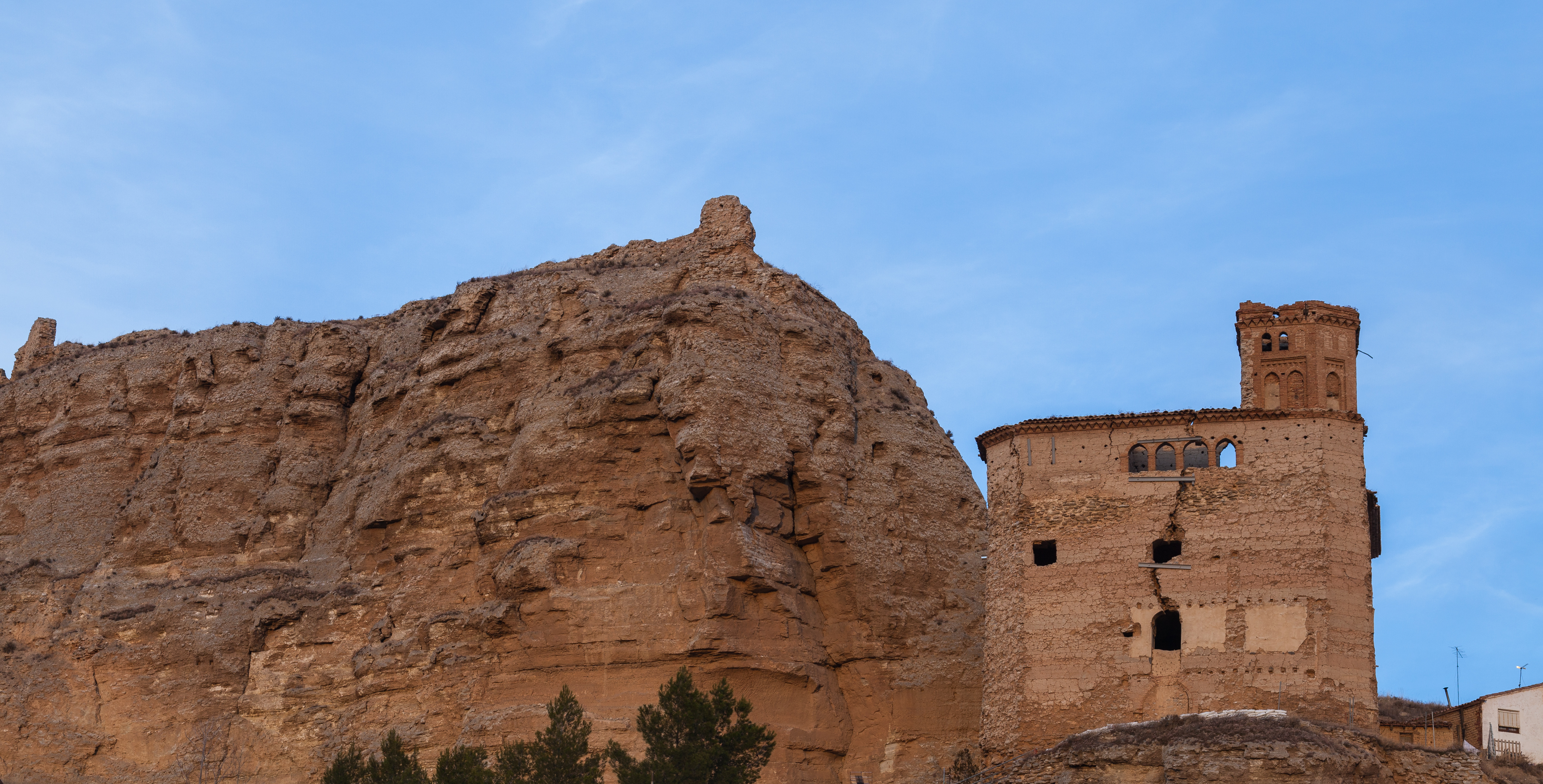
Restos del Castillo de Maluenda, sitiado en el por Abderramán III

En la Edad Media Maluenda fue una importante plaza militar, como así lo atestiguan sus importantes restos fortificados, y el hecho de ser mencionada por fuentes árabes en las luchas de la Marca Superior contra el poder central de Córdoba.
La fortaleza de la plaza existía ya en el siglo X, y es que, según el geógrafo al-Udri, el califa Abderramán III acampó ante los muros del castillo de Malonda, nombre con el que aparece nombrada la villa en documentos de la época.
Ello sucedió en los años 933-934, durante la primera campaña de castigo contra el rebelde Muhammad al-Tuyibí de Zaragoza, y luego en (937), cuando la fortaleza, defendida por el propio al-Tuyibí, fue definitivamente ocupada por los ejército califales.
En 1120, Maluenda fue reconquistada para los reinos cristianos por Alfonso I el Batallador y en 1255 pudo ser el escenario de una reunión secreta mantenida entre Jaime I de Aragón y Enrique de Castilla —hermano de Alfonso X el Sabio—, narrada en el Libro de las tres razones del Infante Don Juan Manuel.
Posteriormente, en la Guerra de los dos Pedros, desempeñó un importante papel en la defensa del corredor del Jiloca, entre Daroca y Calatayud.
Tropas castellanas se apoderaron del castillo en 1363. En esta localidad se encontraba el Archivo de la Comunidad de aldeas de Calatayud que en el día de hoy aún no se ha localizado.
Ya en el siglo XIX, el historiador Pascual Madoz, en su Diccionario geográfico-estadístico-histórico de España de 1845, describe a Maluenda en los términos siguientes: «Tiene 150 casas de mala fábrica y 100 cuevas de peor calidad, que se distribuyen en calles estrechas y 2 plazas; casa de ayuntamiento; escuela de niños». Menciona también la existencia de tres iglesias parroquiales: la de la Asunción de Nuestra Señora, la de San Miguel y la de las Santas Justa y Rufina, así como seis ermitas. Refiere que «los vecinos se surten para sus usos de las aguas del río Jiloca, de buena calidad» y resalta la producción de trigo, cebada, vino, cáñamo, legumbres y hortalizas, indicando que había «1 fábrica de papel de estraza, batanes, tintes y 2 molinos harineros», así como abundantes canteras de yeso.
Luis Bona ha estudiado el Camino de Santiago de Puerto de Sagunto a Burgos hallando que éste pasaba por Maluenda. El mismo Luis Bona lo ha señalizado como ruta jacobea y alternativa de peregrinación a Santiago desde tierras valencianas.

## Demografía
Maluenda cuenta con una población de 915 habitantes (INE 2024).
| Gráfica de evolución demográfica de Maluenda entre 1842 y 2021                                                      |
| |
| Población de derecho según los censos de población del INE Población de hecho según los censos de población del INE |

El censo de España de 1857, que inauguraba la serie estadística, registra una población de 1224 para esta localidad.
Aunque la población de Maluenda es decreciente a partir de 1930 —cuando alcanza su techo demográfico, 1899 habitantes—, a comienzos del siglo XXI es patente cierta recuperación: 973 habitantes de 2000, 1055 en 2006 y 1080 habitantes de 2014.

## Administración y política
| Período   | Alcalde                        | Partido |  |
| --------- | ------------------------------ | ------- |  |
| 1979-1983 | Armando Gállego Melendo        | UCD     |  |
| 1983-1987 | Armando Gállego Melendo        | CDS     |  |
| 1987-1991 | Armando Gállego Melendo        | CDS     |  |
| 1991-1995 | Joaquín García Piquero         | PSOE    |  |
| 1995-1999 | Melquiades López Simón         | PP      |  |
| 1999-2003 | María del Carmen Herrero Abián | PP      |  |
| 2003-2007 | Pascual Lallana Hernández      | PP      |  |
| 2007-2011 | Pascual Lallana Hernández      | PP      |  |
| 2011-2015 | María del Carmen Herrero Abián | PAR     |  |
| 2015-2019 | María del Carmen Herrero Abián | PAR     |  |
| 2019-2023 | María del Carmen Herrero Abián | PAR     |  |

| Partido político    | Partido político                                   | 1995   | 1999   | 2003   | 2007   | 2011   | 2015   | 2019   |
| Partido político    | Partido político                                   | Ediles | Ediles | Ediles | Ediles | Ediles | Ediles | Ediles |
|                     | Partido Aragonés (PAR)                             | —      | —      | —      | 2      | 3      | 5      | 4      |
|                     | Partido Popular de Aragón (PP)                     | 5      | 6      | 5      | 5      | 4      | 3      | 2      |
|                     | Partido de los Socialistas de Aragón (PSOE-Aragón) | 3      | 3      | 4      | 2      | 2      | 1      | 1      |
| Total de concejales | Total de concejales                                | 9      | 9      | 9      | 9      | 9      | 9      | 7      |

## Cultura

### Patrimonio arquitectónico

#### Castillo de Maluenda
El castillo, actualmente en ruinas, es una de las pocas fortalezas auténticamente musulmanas de tapial. De acuerdo a la Chanson de Roland, cuando Carlomagno organizó su marcha contra Zaragoza, era Blancandrín su alcaide, lo que indica que fue una de las primeras fortalezas construidas por los musulmanes en al-Ándalus.
La fortaleza se alza sobre una pelada muela oblonga desde donde se domina el pueblo.
Tiene planta alargada, cuyo eje mayor era de unos 80 m, adaptada a la cumbre del monte.
Consta de dos torreones y un recinto amurallado, parcialmente conservado en el lado orientado hacia la población, pero prácticamente desaparecido en el lado opuesto.
Los torreones se sitúan en el lado oeste, son rectangulares y de gran volumen.

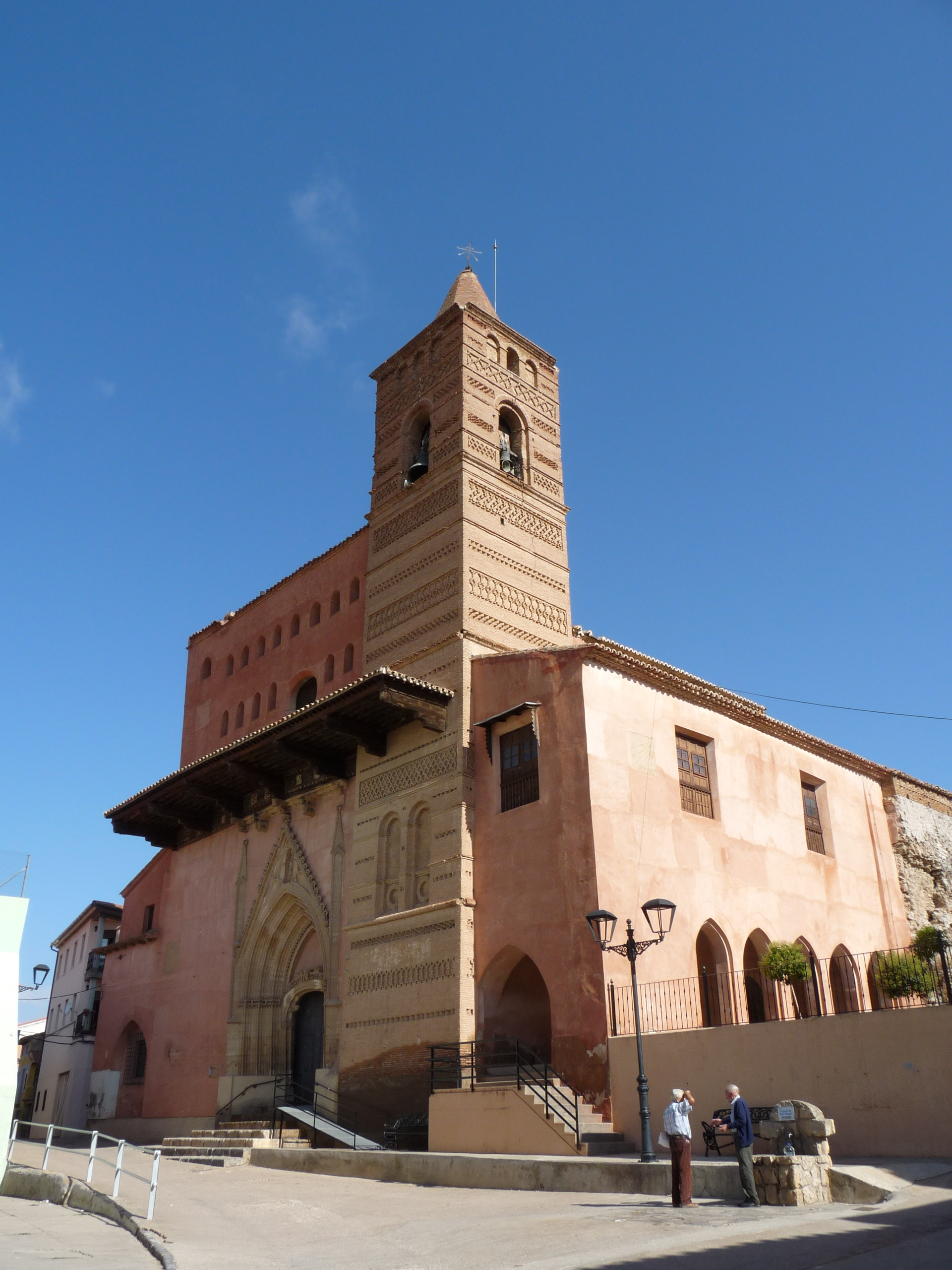
Iglesia parroquial de Santa María, la más antigua de Maluenda

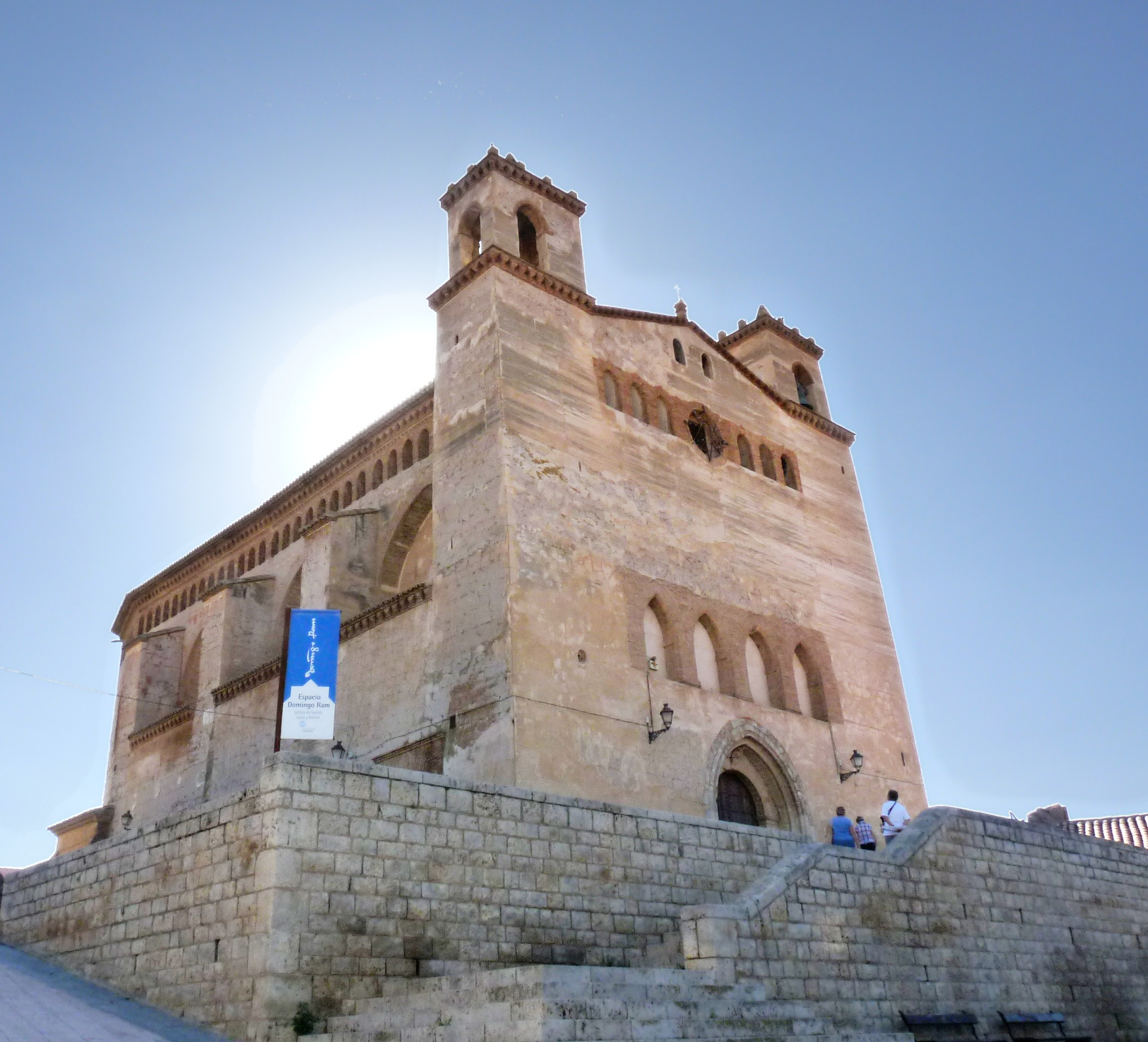
Iglesia de Santa Justa y Santa Rufina, patronas de Maluenda. Posee una magnífica decoración interior mudéjar

#### Arquitectura religiosa
La iglesia parroquial está dedicada a Santa María.
Es la más antigua de las iglesias de la población, siendo el elemento más antiguo la torre alminar de influencia andalusí, situada al sur del templo, que data del siglo X-XI.
La fábrica del edificio es de ladrillo, tapial y yeso, de estilo mudéjar.
Consta de una única nave y su ábside es heptagonal.
Tiene portada gótica, del siglo XV, construida con posterioridad al edificio. 
La iglesia de las santas Justa y Rufina, de amplias dimensiones, tiene características bastante semejantes a la Iglesia parroquial, con nave única y ábside poligonal de siete lados.
El templo se concluyó en 1413, sobre un edificio anterior que pudiera ser una iglesia o mezquita, siendo declarado Monumento Histórico-Artístico el 4 de junio de 1931.
En el exterior, una de sus fachadas se adorna con una puerta en arco apuntado con dos arquivoltas, sobre la que se abren cuatro ventanas también con arco apuntado de ladrillo. La decoración interior presenta un repertorio islámico de ataurique en las celosías de los ventanales, de las que solo se conserva una. Las pinturas de su retablo mayor fueron contratadas en 1475 por Domingo Ram y Juan Rius, que trabajaron en ellas hasta 1477.
La iglesia de San Miguel, se halla hoy en estado ruinoso.
Es un templo mudéjar construido a principios del siglo XV sobre el solar que ocupaba una antigua mezquita.
El uso de la argamasa de yeso como principal material constructivo y la falta de elementos ornamentales le dan un aspecto robusto. Consta de nave única, con ábside poligonal y capillas entre los contrafuertes.
Existe otro edificio religioso de notables proporciones, el convento de las Carmelitas. De estilo aragonés, fue fundado en 1648. La iglesia, dedicada a San José, es de estilo barroco y tiene planta de cruz latina. 
En cuanto a ermitas, la localidad tuvo ocho: San Lázaro, San Martín, Santa Cruz, San Fabián, San Antón, Virgen de la Soledad, Santo Cristo y Santos Gervario y Protasio.
Algunas de ellas han desaparecido y, del resto, el estado de conservación es muy desigual.
Las ermitas de los Santos Gervasio y Protasio y la ermita de La Virgen son las únicas donde todavía existen romerías y días de culto.

#### Otros edificios civiles

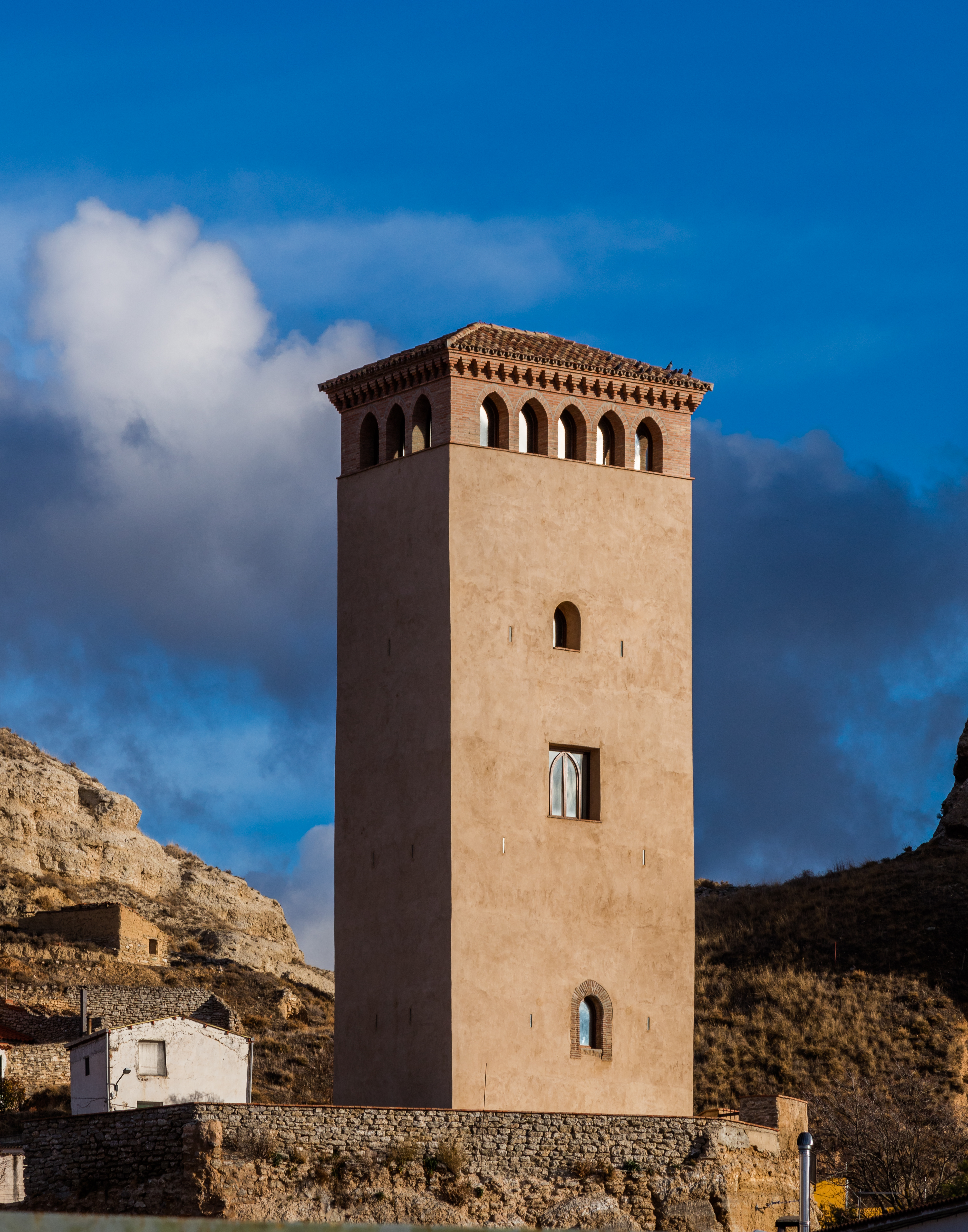
Torre Albarrana, Maluenda

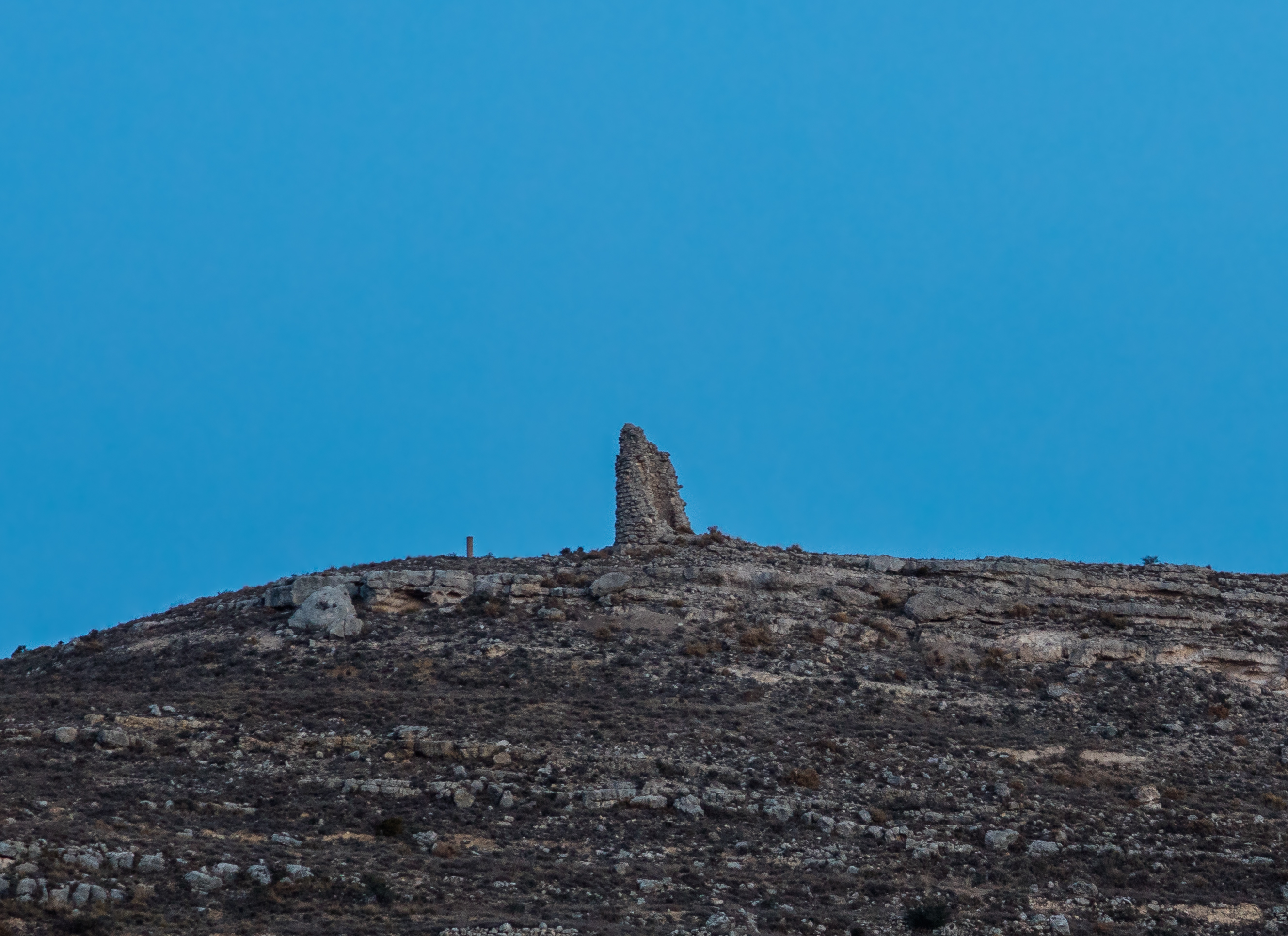
La Torrecilla, atalaya situada en las afueras de Maluenda

La torre Albarrana, conocida entre los habitantes de Maluenda como «El Palomar», se eleva sobre un minúsculo altozano de yesos.
Bajo ella hay una cueva excavada en la roca, con la que se comunica por una especie de trampilla por la que habría que descolgarse con una cuerda. No se tiene constancia de su construcción pero se piensa que es coetánea al castillo, probablemente levantada por maestros mudéjares en el siglo X u XI.
Es una torre de planta rectangular con gran desarrollo en altura —unos 20 m—, realizada en mampostería revocada, a excepción de su remate, que presenta una galería de arcos.
Otras obras civiles de interés son El Arco, obra del siglo XVI que formaba parte de la defensa del pueblo, y la Cruz Blanca, que según la tradición puede ser de la época de la Reconquista.

### Fiestas
- Romería a la ermita de San Gervasio y San Protasio. Tiene lugar el 19 de junio.
- Festividad de las patronas Santas Justa y Rufina. Se celebra el 17 de julio.
- Fiestas de la Virgen del Pilar, los días 11, 12 y 13 de octubre.
- Festividad de la Inmaculada Concepción de María, el 8 de diciembre